# Rosa svampmögel
Rosa svampmögel (Mycogone rosea) är en svampart som beskrevs av Link 1809. Rosa svampmögel ingår i släktet Mycogone och familjen Hypocreaceae.  Arten är reproducerande i Sverige. Inga underarter finns listade i Catalogue of Life.